# Cratere Barauka
Barauka  è uno dei crateri sulla superficie di Venere.